# 酮康唑
酮康唑（英語：Ketoconazole）又称里素劳、康特、酶康灵、尼唑拉、酮基咪唑等，化学名称为1-乙酰基-4-〔4-〔2-（2，4-二氯苯基）-2（1H-咪唑-1-甲基）-1，3-二氧戊环-4-甲氧基〕苯基〕-哌嗪，CAS号65277-42-1。
酮康唑为合成的咪唑二烷衍生物，对皮真菌、酵母菌（包括念珠菌属、糠秕孢子菌属、球拟酵母菌属、隐球菌属）、双相真菌和真菌纲具有抑菌和杀菌活性，临床用于治疗深部和浅部真菌病，包括胃肠道真菌感染、局部用药无效的阴道白色念珠菌病、皮肤真菌感染、白色念珠菌、球孢子菌等。有限的临床研究表明含酮康唑洗发水亦可抑制脱发。